# Ekipazj
Ekipazj (russisk: Экипаж, da.: Besætningen) er en russisk spillefilm fra 2016 instrueret af Nikolaj Igorevitj Lebedev.
Filmen er en genindspilning af Aleksandr Mittas katastrofefilm Flykatastrofen fra 1979

## Medvirkende
- Danila Kozlovskij som Aleksej Gusjjin
- Vladimir Masjkov som Leonid Zintjenko
- Agnė Grudytė som Aleksandra Kuzmina
- Katerina Sjpitsa som Vika
- Sergej Kempo som Andrej